# 丁家营镇
丁家营镇，是中华人民共和国湖北省十堰市丹江口市下辖的一个乡镇级行政单位。

## 行政区划
丁家营镇下辖以下地区：
丁家营社区、三五四一社区、三五四五社区、丁家营村、花园村、三清庙村、铜架山村、饶祖铺村、二道河村和殷河村。